# یوسوپوو (شهرستان تاتیشلینسکی، باشقیرستان)
یوسوپوو (انگلیسی: Yusupovo, Tatyshlinsky District, Republic of Bashkortostan) یک شهرک در شهرستان تاتیشلینسکی استان باشقیرستان کشور روسیه است.